# Statue de la Vierge (Argentan)
La statue de la Vierge est une statue monumentale située sur le territoire de la commune d'Argentan, en France.

## Localisation
La statue est située dans le département de l'Orne, dans l'agglomération d'Argentan, au 33 de la rue de la Chaussée.

## Historique
La statue date 1648. Elle est inscrite, ainsi que la niche qui l'abrite, au titre des monuments historiques depuis le 20 novembre 1934.